# Läkartidningen
Läkartidningen (dt.: Ärztezeitung) ist eine schwedische Zeitschrift, die als Organ von Sveriges läkarförbund (SLF), der Gewerkschaft und Berufsorganisation der Ärzteschaft in Schweden, wöchentlich im Läkartidningen Förlag in Stockholm erscheint. Die Zeitschrift wurde 1904 als Allmänna svenska läkartidningen gegründet, erschien von 1920 bis 1964 als Svenska läkartidningen und seither unter dem Namen Läkartidningen. Die Auflage beträgt 42.600 Exemplare (2019).
Der Fokus der Zeitschrift liegt auf Nachrichten und Debatten zu Gesundheitswesen und Standespolitik. Daneben werden Kommentare, Zusammenfassungen von Fachartikeln in anderen Zeitschriften sowie wissenschaftliche Artikel, die ein Peer-Review-Verfahren durchlaufen haben, veröffentlicht. Die Zeitschrift wird in Medline indexiert.